# Ptilinopus solomonensis
La tortora beccafrutta dal bavaglino, colomba frugivora pettorina gialla o colombo delle Salomone  (Ptilinopus solomonensis Gray, 1870) è un uccello della famiglia dei columbidi, diffuso in Indonesia, in Nuova Guinea e nelle Isole Salomone.